# Karmrashen (Vayots Dzor)
Pour les articles homonymes, voir Karmrashen.
Karmrashen (en arménien Կարմրաշեն ) est une communauté rurale du marz de Vayots Dzor, en Arménie. Elle compte 212 habitants en 2008.